# 안덕수 (농구인)
안덕수(1974년 3월 15일 ~)는 대한민국의 농구인이다. 현재 KBS N 스포츠 농구 해설위원을 맡고 있다.

## 경력
매산초등학교와 삼일중학교를 거쳐 오사카 하츠시바 고등학교와 큐슈산업대학교를 졸업하였다. 이후 1997년 한국으로 돌아와 한국프로농구 수원 삼성 썬더스에서 선수로 활동하였다. 2000년부터 2007년까지는 한국대학농구연맹 사무국장으로 활동했으며 2007년부터 3시즌간 일본여자프로농구 샹송화장품 V-매직의 코치를 맡으며 지도자 생활을 시작하였다. 이후 다시 2011년부터 2016년까지 샹송화장품 V-매직의 코치로 활동하였다.
2016년 4월 한국여자프로농구 청주 KB 스타즈의 감독으로 선임되며 감독 생활을 시작하였다. 그런데 성적 부진의 이유로 2021년 3월 22일부로
청주 KB스타즈 감독에서 자진 사퇴했다.

## 감독 기록
| 팀             | 연도    | G   | W   | L  | W–L% | 최종 | PG | PW | PL | PW–L% | 결과               |
| -------------- | ------- | --- | --- | -- | ---- | ---- | -- | -- | -- | ----- | ------------------ |
| 청주 KB 스타즈 | 2016-17 | 35  | 14  | 21 | .400 | 3위  | 2  | 0  | 2  | .000  | 플레이오프 패배    |
| 청주 KB 스타즈 | 2017-18 | 35  | 27  | 8  | .771 | 2위  | 6  | 2  | 4  | .333  | 챔피언 결정전 패배 |
| 청주 KB 스타즈 | 2018-19 | 35  | 28  | 7  | .714 | 1위  | 3  | 3  | 0  | 1.000 | 챔피언 결정전 승리 |
| 청주 KB 스타즈 | 2019-20 | 28  | 20  | 8  | .714 | 2위  | —  | —  | —  | —     | 플레이오프 미개최  |
| 청주 KB 스타즈 | 2020-21 | 30  | 21  | 9  | .700 | 2위  | 7  | 4  | 3  | .571  | 챔피언 결정전 패배 |
| 경력           | 경력    | 163 | 110 | 53 | .675 |      | 18 | 9  | 9  | .500  |                    |